# Judô nos Jogos Pan-Americanos de 1975
As competições de judô nos Jogos Pan-Americanos de 1975 foram realizadas na Cidade do México, México. Esta foi a terceira edição do esporte nos Jogos Pan-Americanos, tendo sido disputado apenas entre os homens.

## Medalhistas

### Masculino
| Evento           | Ouro                         | Prata                              | Bronze                                                            |
| ---------------- | ---------------------------- | ---------------------------------- | ----------------------------------------------------------------- |
| Até 63 kg        | Brad Farrow · Canadá         | Héctor Rodríguez Torres · Cuba     | Manuel Luna · Venezuela · Luiz Shinohara · Brasil                 |
| Até 70 kg        | Wayne Erdman · Canadá        | Roberto Machusso · Brasil          | Patrick Burris · Estados Unidos · Oscar Strático · Argentina      |
| Até 80 kg        | Rainer Fischer · Canadá      | Carlos Santos Motta · Brasil       | Steve Cohen · Estados Unidos · Rafael Kidd · República Dominicana |
| Até 93 kg        | Ricardo Campos · Brasil      | Irwin Cohen · Estados Unidos       | Roberto Batista Cobas · Cuba · Chris Preobrazenski · Canadá       |
| Mais de 93 kg    | Allen Coage · Estados Unidos | José Ibáñez Gómez · Cuba           | Fenelon da Silva · Brasil · Juan Santos · Porto Rico              |
| Categoria aberta | José Ibáñez Gómez · Cuba     | Jaime Felipa · Antilhas Holandesas | James Wooley · Estados Unidos · Chris Preobrazenski · Canadá      |

## Quadro de medalhas
| Posição | Nação                     |   |   |    | Total |
| ------- | ------------------------- | - | - | -- | ----- |
| 1       | CAN Canadá                | 3 | 0 | 2  | 5     |
| 2       | BRA Brasil                | 1 | 2 | 2  | 5     |
| 3       | CUB Cuba                  | 1 | 2 | 1  | 4     |
| 4       | USA Estados Unidos        | 1 | 1 | 3  | 5     |
| 5       | AHO Antilhas Neerlandesas | 0 | 1 | 0  | 1     |
| 6       | ARG Argentina             | 0 | 0 | 2  | 2     |
| 7       | PUR Porto Rico            | 0 | 0 | 1  | 1     |
|         | DOM República Dominicana  | 0 | 0 | 1  | 1     |
|         | VEN Venezuela             | 0 | 0 | 1  | 1     |
| Total   | Total                     | 6 | 6 | 12 | 24    |